# Jurament de fidelitat
El jurament de fidelitat o simplement fidelitat (del llatí fides, fe) fou un pacte típic entre vassall i senyor feudal. Aquest jurament implicava el compromís del vassall de no actuar mai en perjudici del senyor. També era conegut amb el nom de sagrament. Als comtats catalans el vassall feia el jurament damunt els quatre Evangelis i repetia fórmules estereotipades que podien ser en llatí o fins i tot en català. L'historiador Pierre Bonnassie distingeix dos tipus de jurament de fidelitat: el que només comportava una promesa de fidelitat i el que implicava una sèrie d'obligacions per part del vassall, com ara l'auxilium militar, serveis de cort, etc.